# غرون

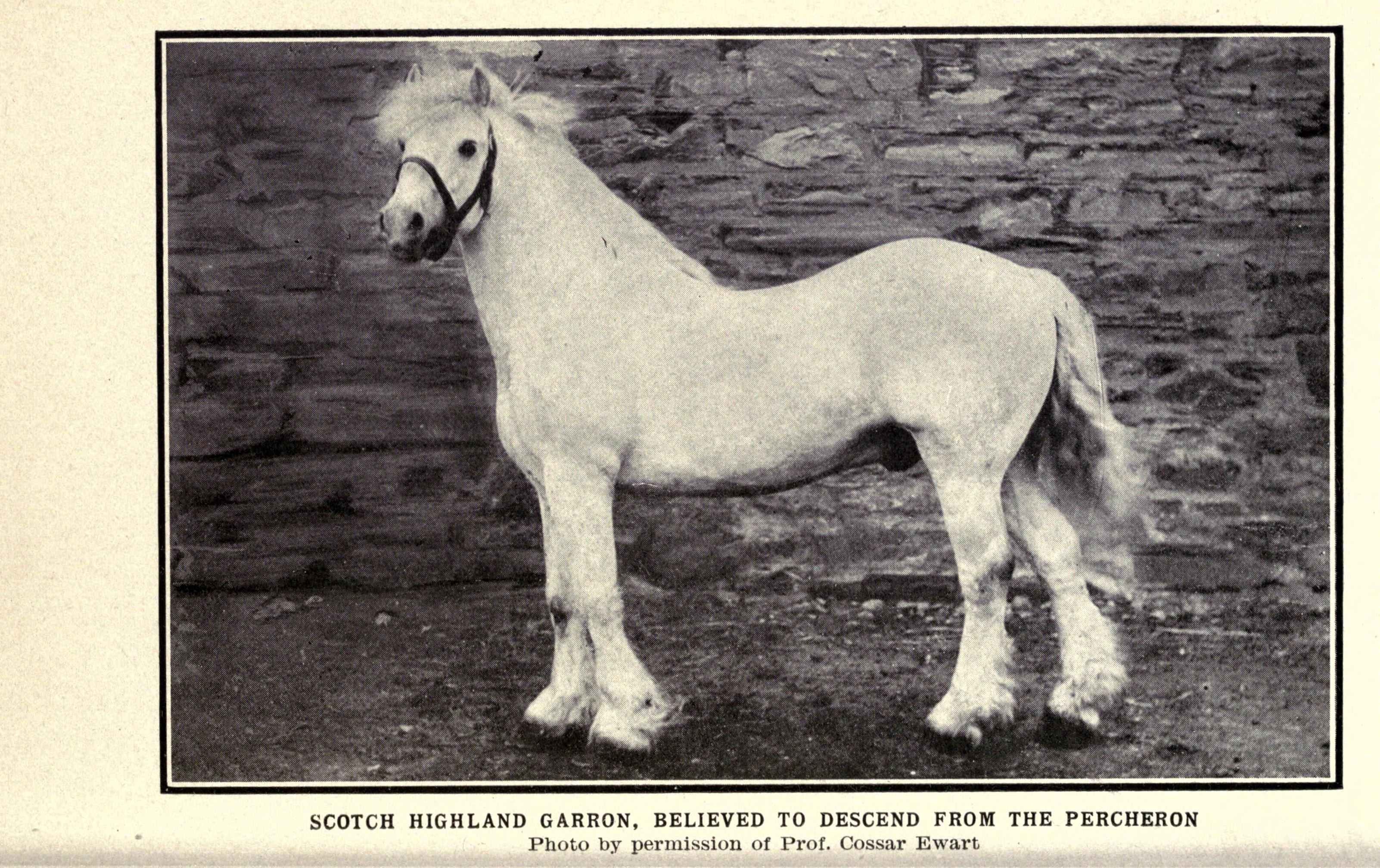
صورة موضحة لحسان الغرون.

الغَرُّون (من الغيلية الإسكتلندية) هو نوع حصان أو سيسي صغير قوي. ظهر المصطلح في إسكتلندا وإرلندة ،  ويشير عمومًا إلى وحش صغير الحجم.